# 木内芳軒
木内 芳軒（きうち ほうけん、文政10年（1827年） - 明治5年10月12日（1872年11月12日））は、江戸時代後期から明治時代初期にかけての漢詩人、塾主である。名は政元、字は子陽、通称は源五郎。

## 生涯
文政10年、信濃国佐久郡下県村（現佐久市伴野下県）の豪農木内善兵衛の五男として生まれる。幼名は粟助。木内善兵衛家は、百石余りを有する村第一の地主で、一家は学問をよくし、篤志で知られた。一つ上の兄惺堂も漢詩人であった。
幼少の頃から絵を好み、最初画業を志して長久保宿の絵師武重桃堂、その後は喜多武清にも教えを受ける。

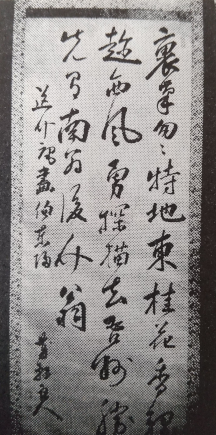
木内芳軒の筆跡

後に、漢学を主とするようになった。漢学等の師は、はっきり特定できないが、兄と同様の人達に師事したとすれば、経書を梁川星巌らに、詩を大沼枕山らに、書を巻菱湖らに学んだものと考えられる。晩年の菊池五山や、鱸松塘（鈴木松塘）とも交友があり、また兄と親交の深かった佐久間象山とも親しくしていた。宮沢雲山の『雲山先生遺稿』や、雲山・遠山雲如・竹内雲濤の『三雲絶句』の編著者も務めた。
兄の死後は、その遺志を継いで郷里の「静古軒」に入り、塾を開いて多くの子弟を育てた。門人は佐久郡と小県郡にわたり、その数は数百に上ったともいわれる。芳軒の塾には、儒者や詩人など少なくない有名人も訪れており、実業家となった渋沢栄一もその一人である。藍商人として信濃を訪れた渋沢は、何度か芳軒の許に逗留し、剣を教える一方で芳軒から学問を教わったという。また、坂下門外の変への関与による嫌疑で追われる身となった尾高長七郎が、京都へ落ち延びる際に一時身を潜めたのも、芳軒の塾であった。
明治5年、大病を患い、東京に出て浅田宗伯にも治療を受けるが、その甲斐なく10月12日（西暦1872年11月12日）に亡くなった。享年46。没後は日暮里の青雲寺に葬られた。
死後、松塘らの手によって『芳軒居士遺稿』上下巻が上梓され、枕山も題詩を寄せている。

## 弟子
芳軒の主な弟子としては、漢詩人であり塾主となった依田稼堂、詩歌をよくし後に貞祥寺住職となった鈴木頑石、佐久郡野沢村（現佐久市野沢）の大地主で多くの漢詩や書を残した並木梅源（並木和一父）などがいる。

## 人物・評価
芳軒は、何事にも束縛されることを嫌い、自由でいることを好んで、親交のあった渋沢栄一から仕官の誘いを受けたりもしたが、生涯公職を奉ずることはなかった。
鱸松塘は、『芳軒居士遺稿』に寄せた序文で、芳軒について「其詩神清韻秀」と評している。

## 関連文献
- 片岡, 隆起, “青淵先生と芳軒居士”, 竜門雑誌 576:  p. 9